# Farmington, Quận Washington, Wisconsin
Farmington là một thị trấn thuộc quận Washington, tiểu bang Wisconsin, Hoa Kỳ. Năm 2010, dân số của thị trấn này là 3.906 người.